# Elyne De Meyst
Elyne De Meyst (Dendermonde, 1993) is een Belgisch voormalig acro-gymnaste.

## Levensloop
In 2007 behaalde De Meyst samen met Ineke Van Schoor brons op het Europees kampioenschap te 's-Hertogenbosch.
Ze is de zus van Lise De Meyst.
In 2018 werd ze coach acrogymnastiek bij de GymFed.